# Criticidad
La criticidad es el estado de un sistema donde la reacción en cadena nuclear es precisamente autosuficiente, es decir, cuando la reactividad es cero. El término también se usa para estados supercríticos, aquellos en los que la reactividad es mayor que cero.

## Aplicaciones
En el contexto de un reactor nuclear, particularmente en una planta de energía nuclear, la criticidad se refiere a la condición de funcionamiento normal de un reactor, en el que el combustible nuclear sostiene una reacción en cadena de fisión. Un reactor alcanza la criticidad (y se dice que es crítico) cuando cada evento de fisión libera un número suficiente de neutrones para mantener una serie continua de reacciones.
La Agencia Internacional de Energía Atómica también define la primera fecha de criticidad como la fecha en que el reactor se vuelve crítico por primera vez. Este es un hito importante en la construcción y puesta en marcha de una planta de energía nuclear. 